# فيتالي شيربو
فيتالي شيربو (Vitaly Scherbo) (الروسية: Вита́лий Венеди́ктович Ще́рбо) هو لاعب أولمبي لرياضة الجمباز من روسيا البيضاء. شارك في الأولمبياد الصيفي في 1992–1996، وفاز بما مجموعه 10 ميدالية.

## الميداليات
| ذهب | فضة | برونز | المجموع |
| 6   | 0   | 4     | 10      |

## روابط خارجية
- فيتالي شيربو على موقع الاتحاد الدولي للجمباز (licence) (الإنجليزية)
- فيتالي شيربو على موقع الاتحاد الدولي للجمباز (biography) (الإنجليزية)
- فيتالي شيربو على موقع اللجنة الأولمبية الدولية (الإنجليزية)
- فيتالي شيربو على موقع أوليمبيديا (الإنجليزية)